# Triaspis deversa
Triaspis deversa är en stekelart som först beskrevs av Papp 1993.  Triaspis deversa ingår i släktet Triaspis och familjen bracksteklar. Inga underarter finns listade i Catalogue of Life.